# John Willems

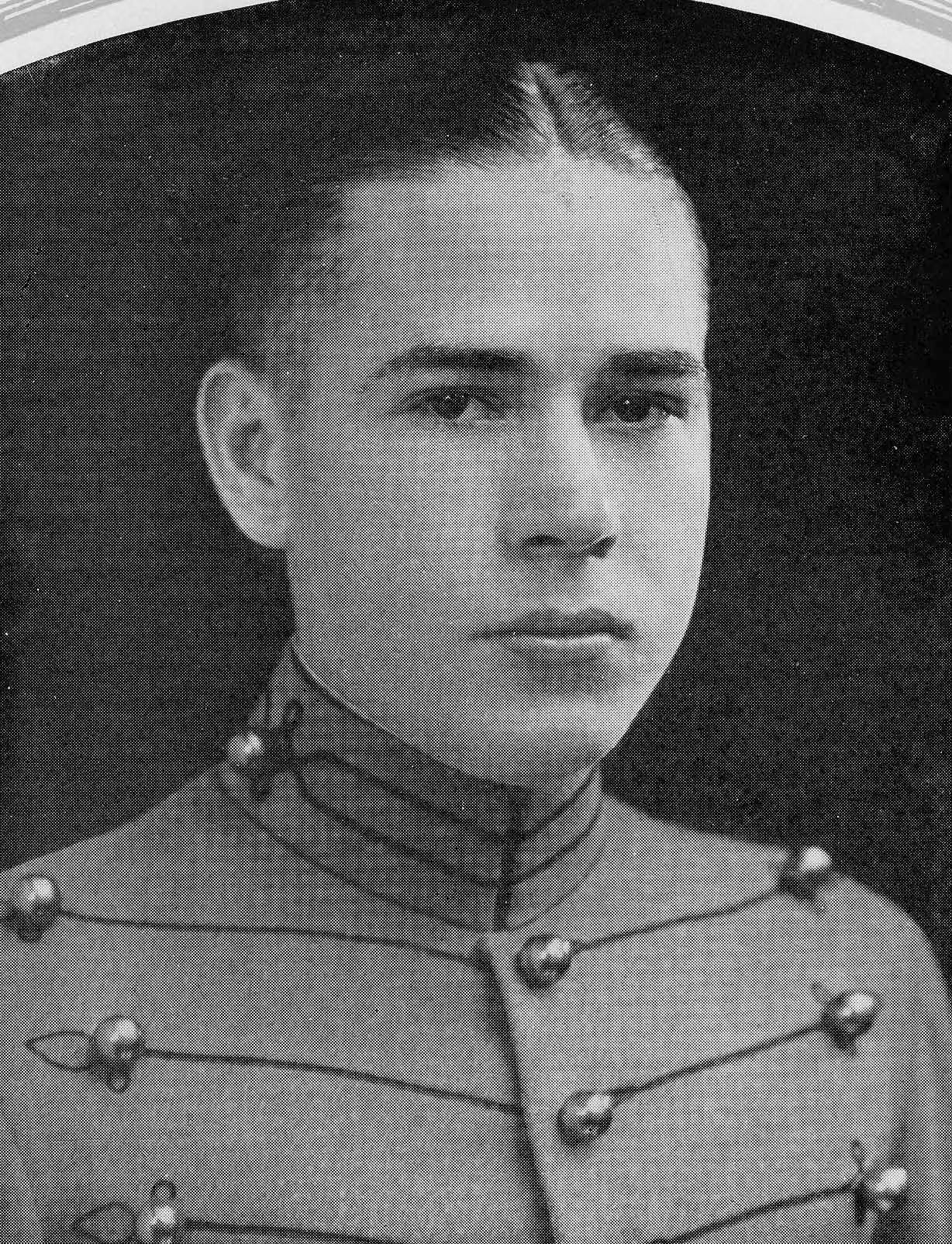
John Willems als Kadett (1925)

John Murphy Willems (* 24. Dezember 1901 in Fort Leavenworth, Kansas; † 14. September 1976 in San Diego, San Diego County, Kalifornien) war ein Generalmajor der United States Army. Er war unter anderem Kommandeur der 3. Panzerdivision.
In den Jahren 1921 bis 1925 durchlief John Willems die United States Military Academy in West Point. Nach seiner Graduation wurde er als Leutnant der Feldartillerie zugeteilt. In der Armee durchlief er anschließend alle Offiziersränge vom Leutnant bis zum Zwei-Sterne-General.
Im Lauf seiner militärischen Karriere absolvierte Willems verschiedene Kurse und Schulungen. Dazu gehörten unter anderem die Cavalry School, der Advanced Equitation Course und das Command and General Staff College.
In seinen jüngeren Jahren absolvierte er den für Offiziere in den niederen Rangstufen üblichen Dienst in verschiedenen Einheiten und Standorten. Dazu gehörten auch Aufgaben als Stabsoffizier in verschiedenen Hauptquartieren. Außerdem war er ein begeisterter Reiter. Er war unter anderem Mitglied des amerikanischen Reiterteams bei den Olympischen Sommerspielen 1936 in Berlin.
Mitte der 1930er Jahre war Willems Dozent an der Field Artillery School in Fort Sill. Zwischen September 1941 und Oktober 1942 war er zunächst Stabsoffizier und dann Kommandeur des 65. Feldartillerieregiments. In diese Zeit fiel der amerikanische Eintritt in den Zweiten Weltkrieg. Anschließend wurde er zum Stab des II. Korps versetzt, mit dem er an der Landung der Alliierten in Nordafrika teilnahm. Später wurde er Stabschef dieses Korps, mit dem er in der Folge am Tunesienfeldzug, der Landung auf Sizilien und dem Italienfeldzug teilnahm. Im Jahr 1945 wurde er Stabschef der 7. Armee. In den Jahren 1946 bis 1949 war Willems Militärattaché in Italien und von 1950 bis 1952 kommandierte er die Artillerie der 2. Panzerdivision. Danach wurde er Stabsoffizier im Heeresministerium. Dort war er zunächst als Leiter der Abteilung für Auslandsverbindungen (Foreign Liaison Section) in der Abteilung (Nachrichtendienste) G2 tätig. Ab 1953 leitete er diese Stabsabteilung.
Zwischen April 1955 und Juli 1956 kommandierte John Willems die 3. Panzerdivision in Fort Knox. Bis Juni 1955 war die Division eine reine Trainingseinheit. Ab Juni 1955 wurde sie unter Willems Oberbefehl zur taktischen Einheit reorganisiert, mit der Vorgabe bis zum Mai 1956 militärisch einsetzbar zu sein. Nach dem Ende dieses Kommandos wurde Willem nach Heidelberg versetzt. Dort gehörte er bis 1959 dem Stab von USAREUR an. In den Jahren 1959 bis 1961 leitete er die Stabsabteilung G1 (Personal) im Heeresministerium. Anschließend schied er im Rang eines Generalmajors aus dem Militärdienst aus.
Der mit Aileen Guy (1898–1970) verheiratete Offizier starb am 14. September 1976 in San Diego und wurde auf dem dortigen Fort Rosecrans National Cemetery beigesetzt.

## Orden und Auszeichnungen
John Willems erhielt im Lauf seiner militärischen Laufbahn unter anderem folgenden US-Auszeichnungen:
- Army Distinguished Service Medal
- Legion of Merit
- Bronze Star Medal

Dazu kamen noch zahlreiche Orden aus anderen Ländern wie Großbritannien, Frankreich, Portugal, Polen und Peru.